# Dieter Beilig
Dieter Beilig (født 5. september 1941 i Berlin; død 2. oktober 1971 samme sted) var en vestberlinsk aktivist mod Berlinmuren og offer for DDR's grænsestyrker.
Fra Berlinmurens første dage protesterede Beilig på mange forskellige måder mod dens eksistens. Blandt andet opstillede han de første trækors, som skulle minde om dødsofrene ved muren. I 1962 forsøgte han at beskadige muren med sprængladninger. Da han havde overtrådt loven om sprængstoffer, blev han derefter idømt tre ugers ungdomsfængsel. Efter afsoningen organiserede han flere protestdemonstrationer mod muren.
I 1964 lykkedes det Ministerium für Staatssicherheit (Stasi, Ministeriet for Sikkerhed) at pågribe Beilig. De stillede ham for retten i Østberlin, og den 11. december 1964 blev han på grund af "statsfjendtlig hetz og terror" idømt tolv års fængsel. Efter to års afsoning blev han udvist til Vestberlin, hvor han fortsatte sine protestaktioner.
Den 2. oktober 1971 klatrede Beilig omkring klokken 9.15 op på muren i nærheden af Brandenburger Tor. Mens han gik cirka 30 meter på toppen af muren, råbte han til DDR-grænseposten, at begge dele af Tyskland skulle forenes. Da politi fra Vestberlin forsøgte at trække ham ned fra muren, sprang han ned på østsiden og blev anholdt af grænsestyrkerne. Efter en første visitation i en sidebygning til Brandenburger Tor, blev Beilig af grænsesoldater ført til deres kommandopost i Akademie der Künste (Palais Arnim), ethundrede meter væk. Under transporten havde Beilig et mislykket flugtforsøg. I kommandoposten blev han indespærret i et rum sammen med to bevæbnede vagter. Da han forsøgte at åbne det ikke tilgitrede vindue, blev han skudt ned bagfra af en officer. En ambulance kørte den formentlig allerede døde Beilig til Krankenhaus der Volkspolizei (Folkepolitiets Sygehus).
Ministerium für Staatssicherheit (MfS) antog, at hændelsen ville give opmærksomhed hos offentligheden i Vesten. De konstruerede for en sikkerheds skyld en selvforsvarsituation, hvor blandt andet fingeraftryk fra den afdøde Beilig blev placeret på en grænsesoldats tjenestevåben. Da det stod klart, at Vesten ikke havde bemærket nedskydningen af Beilig, slørede MfS-medarbejdere alle spor, brændte Beiligs lig og gravede asken ned på et ukendt sted. Beiligs familie fik besked om, at han var sporløst forsvundet.
Som følge af efterforskning mod murskytter efter DDR's sammenbrud, blev Beiligs skæbne kendt. Gerningsmanden var i mellemtiden død. Tre tidligere MfS-medarbejdere, der under en retssag blev anklaget for at have forfalsket bevismateriale for at beskytte gerningsmanden, blev frifundet i juni 1999.
I 2003 blev Palais Arnims udstillingslokaler ombygget. I forbindelse med ombygningen blev der på gulvet i den frilagte kejser Wilhelms 2.'s tronsal markeret, hvor Beilig var blevet skudt.

## Ekstern henvisning
- Kort portræt og foto af Dieter Beilig Arkiveret 17. juli 2014 hos  Wayback Machine